# آن فان أمستل
آن فان أمستل (بالإنجليزية: Anne van Amstel)‏ (25 يونيو 1974، هوخيفين في هولندا)؛ كاتِبة وشاعرة هولندية.